# M.P. Blem
Markus Peter Blem (født 8. marts 1848 på Værmelandsgården ved Aakirkeby, død 18. december 1915 i Hellerup) var en dansk gårdejer, andelsmand, kreditforeningsdirektør og politiker.
Blem var søn af gårdejer Jørgen Peter Blem (1818-1899) og Ane Margrethe Rasmussen (1821-1900) og blev i sin opvækst præget politisk af Venstre og grundtvigianisme. Han gik på Hindholm Højskole 1865-1866 og Bornholms Højskole 1870-1871. I 1873 købte han gården Engegård i Nylarsker Sogn. Han oprettede et svineavlscenter og var i 1889 med til at stifte Bornholms Andelssvineslagteri som han var formand for 1896-1908. Han formand for De samvirkende danske andelssvineslagterier 1898-1908 og formand for Andelsudvalget  1899-108. Han blev medlem af repræsentantskabet i Østifternes Kreditforening i 1890 og direktør i kreditforeningen i 1907. Derudover havde han en lang række andre hverv og tillidsposter på Bornholm og nationalt.
Blem var sognerådsformand i Nylarsker Sognekommune 1880-1883 og amtsrådsmedlem i Bornholms Amtsråd 1900-1906.
Han blev valgt til Folketinget i Rønnekredsen ved folketingsvalget 24. maj 1881 og genvalgt med stigende stemmetal indtil folketingsvalget 1909 hvor ikke længere genopstillede. Han fra starten Det Bergske Venstre i Folketinget og fulgte i 1884 med Berg til Det Danske Venstre. Han sluttede senere til Det forhandlende Venstre men forlod det i 1894 og endte i 1895 i Venstrereformpartiet.
Blem blev gift i 1874 med Julie Cathrine Christine Larsen (1851-1930). Han blev udnævnt til ridder af Dannebrog i 1901 og dannebrogsmand i 1908.